# Лоренц (національний парк)

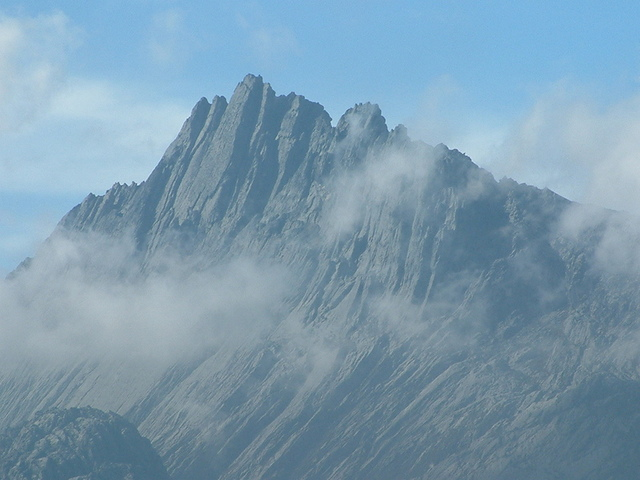
Гора Пунчак-Джая.

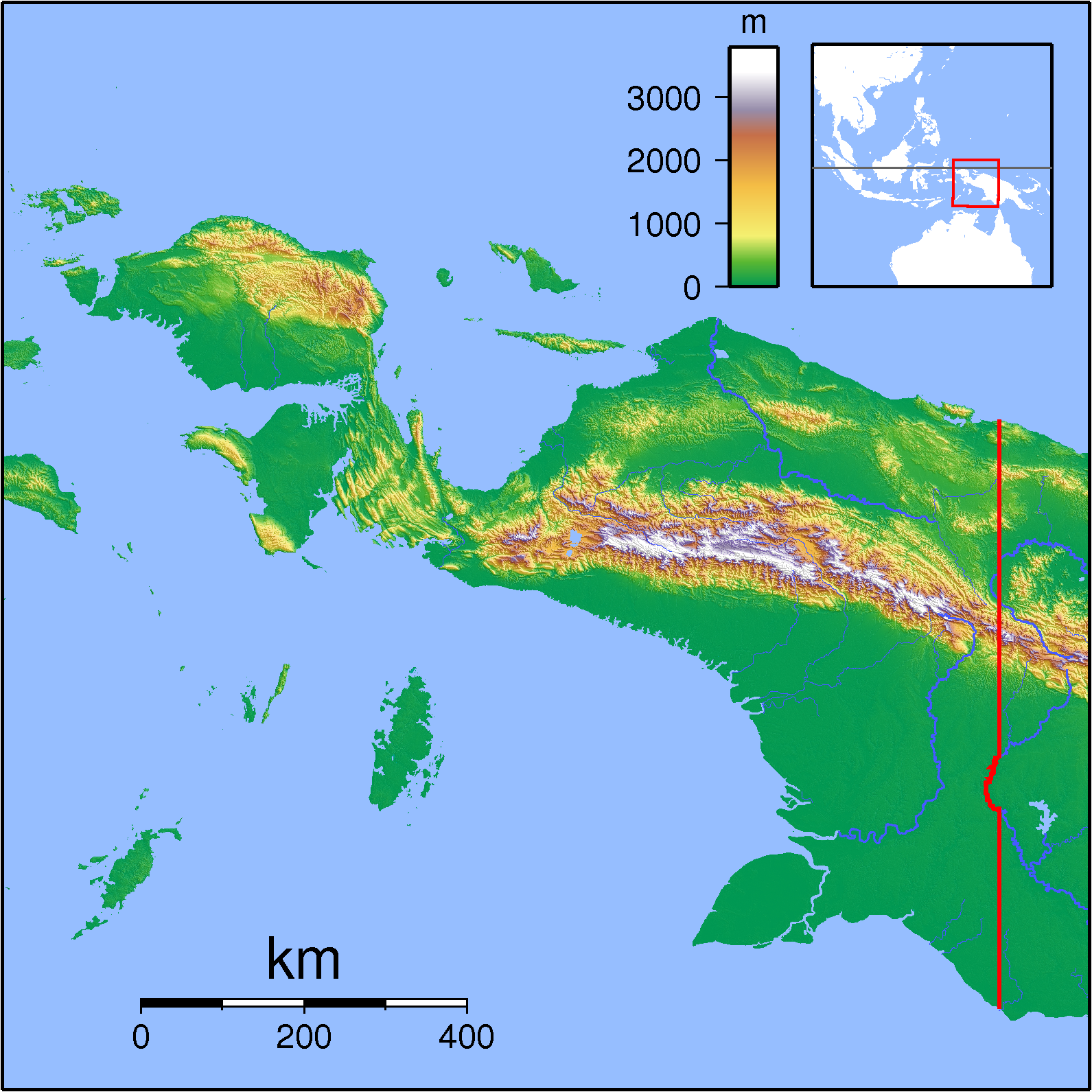

4°45′00″ пд. ш. 137°50′00″ сх. д. / 4.75° пд. ш. 137.833333° сх. д.
Лоренц (індонез. Taman Nasional Lorentz) — національний парк в індонезійській провінції Папуа. Є найбільшою природоохоронною територією в Південно-Східній Азії.

## Історія
Лоренц був об'явлений пам'яткою природи ще під час правління Нідерландів у 1916 році.
1978 урядом Індонезії був об'явлений природним заповідником з площею 2,150,000 га.
1997 був об'явлений міністром лісового господарства Національним парком Лоренц з площею 2,450,000 га.

## Опис
Площа парку становить 25056 км². Лоренц є видатним прикладом біологічного різноманіття Нової Гвінеї. Це єдиний заповідник в азійському тихоокеанському регіоні, що має у своєму складі повновисотний масив екосистем, що охоплюють: приморські райони, мангри, болота, низовини, гірські тропічні ліси, альпійський пояс і льодовики. Маючи висоту 4884 м над рівнем моря, розташована на території парку гора Пунчак-Джая, є найвищою горою між Гімалаями і Андами.
Парк Лоренц включає безліч недосліджених і ненанесених на карту районів. Також, ймовірно, тут є і безліч видів рослин і тварин досі невідомих західній науці. Етноботанічні і етнозоологічні знання місцевих співтовариств також досить погано документовані.